# Entente Montpellier Le Crès
Die Entente Montpellier Le Crès ist ein Fußballverein aus Montpellier und seiner Nachbargemeinde Le Crès. Er hat durch seine Frauenfußballerinnen, von denen dieser Artikel handelt, überregionale Bedeutung erlangt; heutzutage heißt er Entente Castelnau Le Crès FC.

## Geschichte
Die Frauenabteilung entstand ursprünglich bei dem Verein Racing Club Paillade Montpellier; La Paillade ist eine in den 1960ern geschaffene Großwohnsiedlung in Montpelliers nordwestlichem Stadtteil La Mosson. 1990 schloss sich Racing mit der Entente Cressoise zusammen; dieser Fusionsklub nahm den Namen Entente Montpellier Le Crès an. Die Frauen trugen ihre Heimspiele im Stade Joseph-Blanc aus.
2001 traten die Frauenfußballerinnen geschlossen zum gleichfalls in La Mosson beheimateten Montpellier HSC über, wo sich Vereinsverantwortliche und Spielerinnen eine bessere finanzielle Unterstützung für ihren Sport erhofften – und bekamen: der MHSC gewann in den folgenden Jahren insgesamt fünf nationale Titel in Meisterschaft und Pokal. Die Tageszeitung Libération sprach 2001 sogar von der „Geburtsstunde des ersten professionellen Frauenteams“ in Frankreich. Im zweiten Jahrzehnt des 21. Jahrhunderts gibt es allerdings wieder eine Frauenfußballabteilung bei dem inzwischen unter Entente Castelnau Le Crès FC firmierenden Klub; dessen Frauenelf tritt 2014/15 in einer unteren regionalen Spielklasse an.

## Ligazugehörigkeit und Erfolge
Die Ligafrauschaft von Racing Paillade erreichte erstmals in der Saison 1985/86 die landesweite Meisterschaftsrunde, schied darin aber ebenso in der ersten Runde aus wie im folgenden Jahr. Dieses Schicksal war ihr auch 1989/90 noch einmal beschieden. Als der französische Fußballverband 1992 unter der Bezeichnung Championnat National 1 A eine erste Liga einführte, wurde der Fusionsklub Entente Montpellier Le Crès in die zweithöchste Spielklasse eingestuft. 1997 gelang dessen Frauen als Gruppensieger der Aufstieg in die erste Liga. Ihre Debütsaison beendeten sie auf dem achten Platz im Abschlussklassement, und auch in den folgenden drei Spielzeiten platzierten sie sich in diesem Tabellenbereich (Ränge 9, 8 und 7). Dann folgte der Übertritt zum Lokalrivalen MHSC.
Am Landespokalwettbewerb hat die Entente bisher nicht teilgenommen – jedenfalls nicht an der frankreichweiten Hauptrunde –, weil der Wettbewerb erst 2001 eingeführt wurde.

## Bekannte ehemalige Spielerinnen
- Ludivine Diguelman

Der Trainer Patrice Lair, der mit dem Montpellier HSC und Olympique Lyon auch zwei führende französische Frauenteams betreut hat, war 2007/08 in gleicher Funktion bei der Entente Castelnau Le Crès tätig – allerdings bei deren seinerzeitig siebtklassiger Männermannschaft.